# HES2
HES2 (англ. Hes family bHLH transcription factor 2) – білок, який кодується однойменним геном, розташованим у людей на короткому плечі 1-ї хромосоми. іхтіоз .  Довжина поліпептидного ланцюга білка становить 173 амінокислот, а молекулярна маса — 18 470.
| 10         |  | 20         |  | 30         |  | 40         |  | 50         |
| ---------- |  | ---------- |  | ---------- |  | ---------- |  | ---------- |
| MGLPRRAGDA |  | AELRKSLKPL |  | LEKRRRARIN |  | QSLSQLKGLI |  | LPLLGRENSN |
| CSKLEKADVL |  | EMTVRFLQEL |  | PASSWPTAAP |  | LPCDSYREGY |  | SACVARLARV |
| LPACRVLEPA |  | VSARLLEHLW |  | RRAASATLDG |  | GRAGDSSGPS |  | APAPAPASAP |
| EPASAPVPSP |  | PSPPCGPGLW |  | RPW        |  |            |  |            |

A: Аланін

C: Цистеїн

D: Аспарагінова кислота

E: Глутамінова кислота

F: Фенілаланін

G: Гліцин

H: Гістидин

I: Ізолейцин

K: Лізин

L: Лейцин

M: Метіонін

N: Аспарагін

P: Пролін

Q: Глутамін

R: Аргінін

S: Серин

T: Треонін

V: Валін

W: Триптофан

Кодований геном білок за функцією належить до репресорів. 
Задіяний у таких біологічних процесах як транскрипція, регуляція транскрипції, поліморфізм, альтернативний сплайсинг. 
Білок має сайт для зв'язування з ДНК. 
Локалізований у ядрі.